# Nachschlag (Fernsehsendung)
NachSchlag war ein wöchentlich ausgestrahltes politisches Satiremagazin des Senders n-tv. 
Der Wochenrückblick wurde Freitagabend abwechselnd von der Politologin Xenia Richters und dem Moderator  Thomas Pommer präsentiert. Mitte 2003 wurde die Sendung abgesetzt.
Etwa zehn Jahre später gab es in der ARD den ähnlich konzipierten Stelters NachSchlag. Diese Sendung kam vom WDR.

## Sendeinhalte
Wenn Politiker in Wort oder Tat entgleisten, sich in Freud'scher Manier versprachen oder wenig- und nichtssagende Erklärungen im Sinne einer Plattitüde abgaben, griff n-tv NachSchlag dieses Verhalten ironisch auf. Worthülsen wie „Neue Mitte“ oder „Schleierfahndung“ wurden in der Rubrik „Nachgeschlagen“ der sendereigenen Homepage oder im Videotext im Lexikon-Stil ironisch „erklärt“.

## Moderatoren
- Xenia Richters (1995–2003)
- Thomas Pommer (1995–2003)